# Лимодорум недоразвитый
Лимодорум недоразвитый (лат. Limodorum abortivum) — вид растений рода Лимодорум (Limodorum) семейства Орхидные (Orchidaceae).

## Ботаническое описание

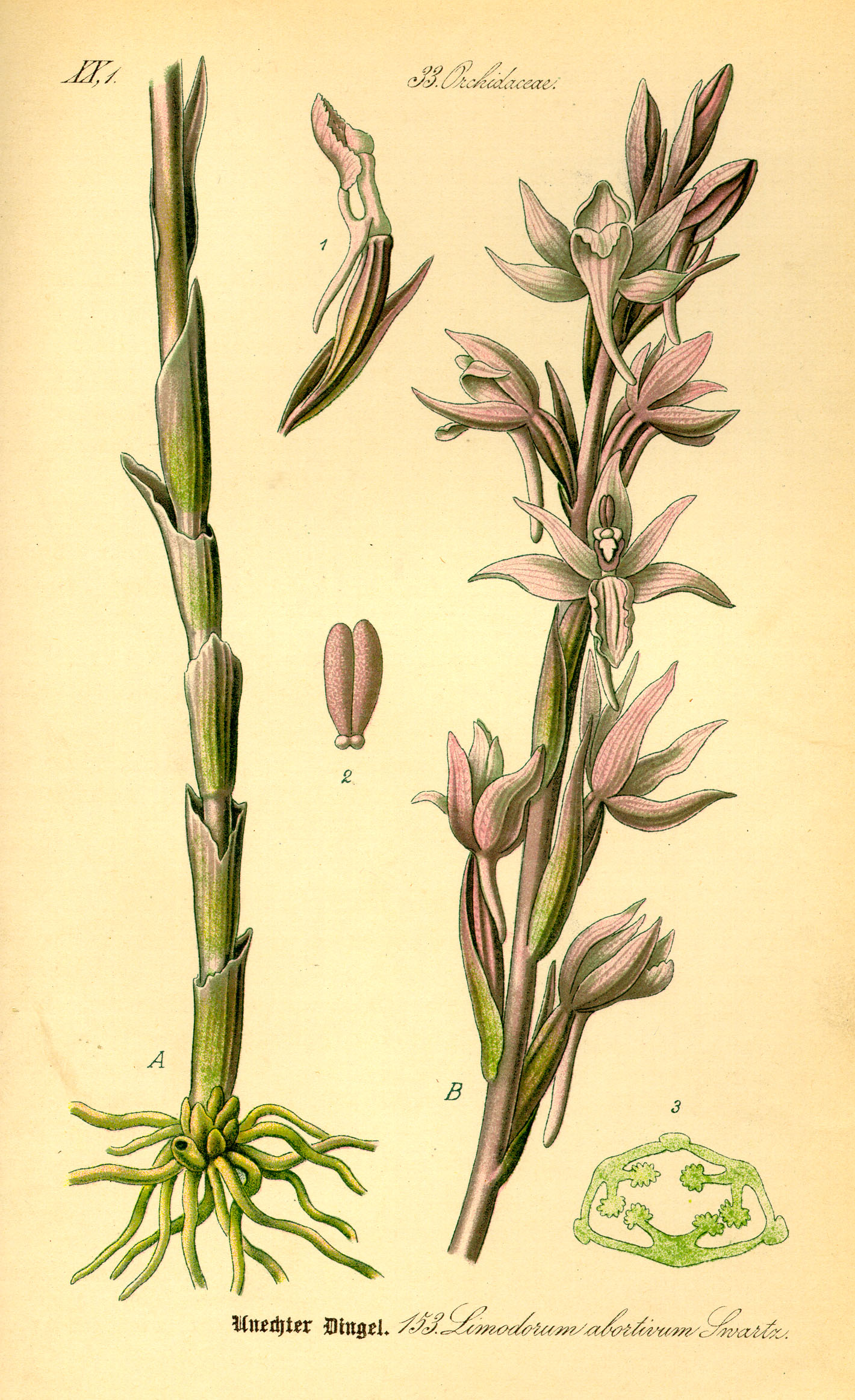

Многолетнее сапрофитное растение, 40—80 см высотой.
Листья чешуевидные.
Соцветие — кисть. Цветки фиолетового цвета. Цветёт в мае — июне.
Плод — коробочка.

## Ареал
В России встречается в Предкавказье и Западном Закавказье. За рубежом произрастает на территории Европы, Северной Африки, Малой Азии. Обитает в светлых лиственных лесах, на опушках.

## Охранный статус
Редкий вид. Занесён в Красные книги России и ряда субъектов РФ. Вымирает в связи с хозяйственным освоением территорий в местах произрастания, сбором на букеты, выкапывания растений с целью интродукции.

## Разновидности
- Limodorum abortivum var. abortivum
- Limodorum abortivum var. gracile (B.Willing & E.Willing) Kreutz (2004) — Греция
- Limodorum abortivum var. rubrum H.Sund. ex Kreutz (1997) — Кипр, Турция и восточные Эгейские острова
- Limodorum abortivum var. viridis Fateryga & Kreutz (2014) — Крым[1]